# تاورنریو
تاورنریو (به ایتالیایی: Tavernerio) یک کومونه در ایتالیا است که در استان کومو واقع شده‌است.

## خصوصیات
تاورنریو ۱۲٫۰ کیلومترمربع مساحت و ۵٬۵۳۴ نفر جمعیت دارد و ۴۶۰ متر بالاتر از سطح دریا واقع شده‌است.